# Ashland City
Ashland City is een plaats (town) in de Amerikaanse staat Tennessee, en valt bestuurlijk gezien onder Cheatham County.

## Demografie
Bij de volkstelling in 2000 werd het aantal inwoners vastgesteld op 3641.
In 2006 is het aantal inwoners door het United States Census Bureau geschat op 4555, een stijging van 914 (25,1%).

## Geografie
Volgens het United States Census Bureau beslaat de plaats een oppervlakte van
24,9 km², waarvan 23,0 km² land en 1,9 km² water. Ashland City ligt op ongeveer 130 m boven zeeniveau.

## Plaatsen in de nabije omgeving
De onderstaande figuur toont nabijgelegen plaatsen in een straal van 24 km rond Ashland City.